# فوركوتا
فوركوتا (بالروسية: Воркута) هي إحدى مدن روسيا في الكيان الفدرالي الروسي جمهورية كومي.

## المناخ
يظهر الجدول التالي التغييرات المناخية على مدار السنة لفوركوتا:
| البيانات المناخية لـفوركوتا       | البيانات المناخية لـفوركوتا | البيانات المناخية لـفوركوتا | البيانات المناخية لـفوركوتا | البيانات المناخية لـفوركوتا | البيانات المناخية لـفوركوتا | البيانات المناخية لـفوركوتا | البيانات المناخية لـفوركوتا | البيانات المناخية لـفوركوتا | البيانات المناخية لـفوركوتا | البيانات المناخية لـفوركوتا | البيانات المناخية لـفوركوتا | البيانات المناخية لـفوركوتا | البيانات المناخية لـفوركوتا |
| الشهر                             | يناير                       | فبراير                      | مارس                        | أبريل                       | مايو                        | يونيو                       | يوليو                       | أغسطس                       | سبتمبر                      | أكتوبر                      | نوفمبر                      | ديسمبر                      | المعدل السنوي               |
| --------------------------------- | --------------------------- | --------------------------- | --------------------------- | --------------------------- | --------------------------- | --------------------------- | --------------------------- | --------------------------- | --------------------------- | --------------------------- | --------------------------- | --------------------------- | --------------------------- |
| الدرجة القصوى °م (°ف)             | 1.1 (34.0)                  | 1.2 (34.2)                  | 5.3 (41.5)                  | 12.0 (53.6)                 | 26.5 (79.7)                 | 31.0 (87.8)                 | 33.8 (92.8)                 | 30.0 (86.0)                 | 24.2 (75.6)                 | 15.6 (60.1)                 | 4.8 (40.6)                  | 3.5 (38.3)                  | 33.8 (92.8)                 |
| متوسط درجة الحرارة الكبرى °م (°ف) | −15.6 (3.9)                 | −16.1 (3.0)                 | −9.7 (14.5)                 | −5.5 (22.1)                 | 1.7 (35.1)                  | 12.6 (54.7)                 | 18.6 (65.5)                 | 14.2 (57.6)                 | 7.9 (46.2)                  | −0.8 (30.6)                 | −9.9 (14.2)                 | −13.9 (7.0)                 | −1.4 (29.5)                 |
| المتوسط اليومي °م (°ف)            | −19.5 (−3.1)                | −20.0 (−4.0)                | −13.9 (7.0)                 | −10.0 (14.0)                | −1.9 (28.6)                 | 7.6 (45.7)                  | 13.2 (55.8)                 | 9.7 (49.5)                  | 4.3 (39.7)                  | −3.4 (25.9)                 | −13.3 (8.1)                 | −17.6 (0.3)                 | −5.4 (22.3)                 |
| متوسط درجة الحرارة الصغرى °م (°ف) | −23.5 (−10.3)               | −23.9 (−11.0)               | −18.1 (−0.6)                | −14.3 (6.3)                 | −5.2 (22.6)                 | 3.3 (37.9)                  | 8.2 (46.8)                  | 5.8 (42.4)                  | 1.2 (34.2)                  | −6.1 (21.0)                 | −16.8 (1.8)                 | −21.6 (−6.9)                | −9.3 (15.3)                 |
| أدنى درجة حرارة °م (°ف)           | −48.0 (−54.4)               | −49.4 (−56.9)               | −43.1 (−45.6)               | −38.5 (−37.3)               | −25.3 (−13.5)               | −8.4 (16.9)                 | −1.0 (30.2)                 | −4.0 (24.8)                 | −10.5 (13.1)                | −29.0 (−20.2)               | −45.1 (−49.2)               | −52.0 (−61.6)               | −52.0 (−61.6)               |
| الهطول مم (إنش)                   | 36 (1.4)                    | 34 (1.3)                    | 33 (1.3)                    | 27 (1.1)                    | 35 (1.4)                    | 52 (2.0)                    | 55 (2.2)                    | 63 (2.5)                    | 57 (2.2)                    | 57 (2.2)                    | 40 (1.6)                    | 42 (1.7)                    | 531 (20.9)                  |
| متوسط تساقط الثلوج سم (إنش)       | 42 (17)                     | 59 (23)                     | 77 (30)                     | 81 (32)                     | 60 (24)                     | 19 (7.5)                    | 0 (0)                       | 0 (0)                       | 3 (1.2)                     | 10 (3.9)                    | 20 (7.9)                    | 26 (10)                     | 397 (156.5)                 |
| متوسط الأيام الممطرة              | 1                           | 0                           | 1                           | 3                           | 9                           | 16                          | 19                          | 22                          | 19                          | 10                          | 2                           | 1                           | 103                         |
| متوسط الأيام المثلجة              | 25                          | 21                          | 23                          | 19                          | 16                          | 4                           | 0                           | 0                           | 4                           | 18                          | 24                          | 26                          | 180                         |
| متوسط الرطوبة النسبية (%)         | 81                          | 80                          | 81                          | 79                          | 79                          | 72                          | 74                          | 82                          | 85                          | 88                          | 84                          | 82                          | 81                          |
| المصدر: Pogoda.ru.net             |                             |                             |                             |                             |                             |                             |                             |                             |                             |                             |                             |                             |                             |

## توأمة
لفوركوتا اتفاقيات توأمة مع كل من:
- أنتاناناريفو
- فولوغدا (27 يونيو 2014 - )

## أعلام
- كورت هيرزوغ
- أناتولي بولياكوف